# Campeonato Uruguayo de Segunda División 2015-16
El Campeonato Uruguayo de Segunda División 2015-16, denominado Nelson Ciappesoni, es el 74.º torneo de segunda división del fútbol uruguayo organizado por la AUF, correspondiente a la temporada 2015-2016. Otorga tres ascensos a la Primera División a efectuarse para la competencia de la siguiente temporada.
El sábado 10 de octubre se realizó el lanzamiento de la temporada 2015-2016 de la Segunda División Profesional en el local de Hípica Rioplatense – Maroñas Entertainment, definiendo una nueva modalidad de campeonato (que será explicada más adelante), ya que no había tiempo de que se jugara una rueda de todos contra todos, antes del mes de diciembre.
El campeonato empezó a disputarse el 24 de octubre de 2015, con el encuentro entre Miramar Misiones y Huracán en el Méndez Piana, por la primera fecha de la serie B de la primera rueda.

## Equipos participantes

### Relevos temporada anterior
| Club           | Descendido como                |
| -------------- | ------------------------------ |
| Atenas         | 14° Tabla del descenso 2014-15 |
| Tacuarembó     | 15° Tabla del descenso 2014-15 |
| Rampla Juniors | 16° Tabla del descenso 2014-15 |

| Club     | Ascendido como |
| -------- | -------------- |
| Oriental | Campeón        |

| Club          | Ascendido como                            |
| ------------- | ----------------------------------------- |
| Liverpool     | Campeón Segunda División 2014-15          |
| Plaza Colonia | Subcampeón Segunda División 2014-15       |
| Villa Teresa  | Ganador playoffs Segunda División 2014-15 |

| Club    | Descendido como                |
| ------- | ------------------------------ |
| Cerrito | 15° Tabla del descenso 2014-15 |

### Datos de los equipos
Notas: todos los datos estadísticos corresponden únicamente a los Campeonatos Uruguayos organizados por la Asociación Uruguaya de Fútbol. Las fechas de fundación de los equipos son las declaradas por los propios clubes implicados. La columna "estadio" refleja el estadio dónde el equipo más veces oficia de local en sus partidos, pero no indica que el equipo en cuestión sea propietario del mismo.
|  | Club                |  | Ciudad     | Estadio                | Capacidad   | Fundación               | Temp. 1° Div. | Temp. 2° Div. | Camp. 2° Div. | 2014/15   |
|  | ------------------- |  | ---------- | ---------------------- | ----------- | ----------------------- | ------------- | ------------- | ------------- | --------- |
|  | Atenas              |  | San Carlos | Ateniense              | 6.000       | 1 de mayo de 1928       | 2             | 12            | -             | (1ºD) 14° |
|  | Boston River        |  | San José   | Casto Martínez         | 3.810       | 20 de febrero de 1939   | -             | 8             | -             | 4°        |
|  | Canadian            |  | Montevideo | Paladino               | 5.400       | 12 de diciembre de 2010 | -             | 2             | -             | 5°        |
|  | Central Español     |  | Montevideo | Palermo                | 6.500       | 5 de enero de 1905      | 64            | 36            | 3             | 6°        |
|  | Cerro Largo         |  | Melo       | Ubilla de Melo         | 9.000       | 19 de noviembre de 2002 | 5             | 8             | -             | 11°       |
|  | Deportivo Maldonado |  | Maldonado  | Domingo Burgueño       | 23.000      | 25 de agosto de 1928    | 6             | 13            | -             | 12°       |
|  | Huracán             |  | Rivera     | Paiva Olivera          | 27.135      | 1 de agosto de 1954     | -             | 13            | -             | 8°        |
|  | Miramar Misiones    |  | Montevideo | Méndez Piana           | 6.500       | 26 de marzo de 1906     | 25            | 22            | 3             | 9°        |
|  | Oriental            |  | Canelones  | Martínez Monegal       | 6.000       | 24 de junio de 1924     | -             | 9             | -             | (2ºDA) 1° |
|  | Progreso            |  | Montevideo | Paladino               | 5.400       | 30 de abril de 1917     | 21            | 48            | 2             | 13°       |
|  | Rampla Juniors      |  | Montevideo | Olímpico               | 6.000       | 7 de enero de 1914      | 67            | 21            | 4             | (1ºD) 16° |
|  | Rocha               |  | Rocha      | Sobrero                | 10.000      | 1 de agosto de 1999     | 6             | 10            | -             | 14°       |
|  | Tacuarembó          |  | Tacuarembó | Goyenola               | 8.000       | 11 de noviembre de 1998 | 14            | 4             | -             | (1ºD) 15° |
|  | Torque              |  | Montevideo | Tróccoli               | 25.000      | 26 de diciembre de 2007 | -             | 3             | -             | 10°       |
|  | Villa Española      |  | Montevideo | Nasazzi/Obdulio Varela | 5.002/8.000 | 18 de agosto de 1940    | 4             | 17            | 1             | 7°        |

| Escala Nacional                                                                                 | Escala Montevideana                                                             | Escala Montevideana |
| ----------------------------------------------------------------------------------------------- | ------------------------------------------------------------------------------- | --- |
| Boston* Oriental* Montevideo (7 equipos) Deportivo* Atenas Rocha* C. Largo* Tacuarembó Huracán* | Miramar Central Española* (PR) Española (SR) Torque* Progreso* Canadian* Rampla | - Boston ofició de local en el estadio Casto Martínez de la ciudad de San José de Mayo a 95 kilómetros de Montevideo. - Oriental ofició de local en el estadio Martínez Monegal de la ciudad de Canelones a 30 kilómetros de La Paz. - Deportivo ofició de local en el estadio Domingo Burgueño de la ciudad de Maldonado. - Rocha ofició de local en el estadio Sobrero de la ciudad de Rocha. - C. Largo ofició de local en el estadio Ubilla de Melo de la ciudad de Melo. - Huracán ofició de local en el estadio Paiva Olivera de la ciudad de Rivera a 500 kilómetros de Montevideo. - Española ofició de local en el estadio Nasazzi de la ciudad de Montevideo, durante la primera rueda. - Progreso y Canadian oficiaron de local en el estadio Paladino de la ciudad de Montevideo. - Torque ofició de local en el estadio Tróccoli de la ciudad de Montevideo. |

Nota: Los círculos en color azul señalan en el plano nacional a los equipos que no son originalmente locatarios en esa ciudad; en el plano montevideano señala a los equipos que no les pertenece el estadio que están usufructuando como locatarios.

#### Entrenadores
Listado de los entrenadores que empezaron el campeonato dirigiendo a cada uno de los equipos.
| Club                | Entrenador           | Comentarios                       |
| ------------------- | -------------------- | --------------------------------- |
| Atenas              | Federico Domínguez   | Nuevo                             |
| Boston River        | Sergio Cabrera       | Continúa de la temporada anterior |
| Canadian            | Elio Rodríguez       | Continúa de la temporada anterior |
| Central Español     | Jorge Artigas        | Nuevo                             |
| Cerro Largo         | Gustavo Lucas        | Nuevo                             |
| Deportivo Maldonado | Edgardo Arias        | Nuevo                             |
| Huracán             | Omar Hernández       | Nuevo                             |
| Miramar Misiones    | Carlos María Morales | Continúa de la temporada anterior |
| Oriental            | Adrián Fernández     | Continúa de la temporada anterior |
| Progreso            | Fabián Charreau      | Nuevo                             |
| Rampla Juniors      | Gabriel Añon         | Nuevo                             |
| Rocha               | Fabio Castromán      | Nuevo                             |
| Tacuarembó          | Carlos Wallace       | Nuevo                             |
| Torque              | Líber Vespa          | Nuevo                             |
| Villa Española      | Julio Gargiullo      | Nuevo                             |

#### Cambios de entrenador
| Día      | Equipo           | Fecha  | Posición (Anual) | DT saliente          | Situación                 | Motivo                         | DT nuevo                    | Debut                          |
| -------- | ---------------- | ------ | ---------------- | -------------------- | ------------------------- | ------------------------------ | --------------------------- | ------------------------------ |
| 8/11/15  | Villa Española   | 3.ªPR  | 8.º              | Julio Gargiullo      | Renuncia de mutuo acuerdo | Malos resultados (3 PJ: 0-3-0) | Jorge Casanova              | vs. Huracán (1-0)              |
| 20/11/15 | Huracán          | 4.ªPR  | 4.º              | Omar Hernández       | Renuncia                  | Oferta en el exterior          | Daniel Fernández (interino) | vs. Deportivo Maldonado (2-3)  |
| 22/11/15 | Rocha            | 5.ªPR  | 14.º             | Fabio Castromán      | Cesado                    | Malos resultados (5 PJ: 1-0-4) | Matías González             | vs. Oriental (4-3)             |
| 23/11/15 | Tacuarembó       | 5.ªPR  | 15.º             | Carlos Wallace       | Renuncia                  | Malos resultados (4 PJ: 0-1-3) | Jorge Castelli              | vs. Miramar Misiones (0-3)     |
| 13/12/15 | Progreso         | Receso | 13.º             | Fabián Charreau      | Cesado                    | Malos resultados (8 PJ: 1-2-4) | Juan Duarte                 | vs. Villa Española (Por Jugar) |
| 31/12/15 | Huracán          | Receso | 9.º              | Daniel Fernández     | Fin del interinato        | Elección de nuevo DT           | Fabián Charreau             | vs. Torque (Por Jugar)         |
| 9/1/16   | Atenas           | Receso | 11.º             | Federico Domínguez   | Renuncia de mutuo acuerdo | Malos resultados (7 PJ: 2-0-5) | Ricardo Ortiz               | vs. Rampla Juniors (Por Jugar) |
| 14/1/16  | Oriental         | Receso | 4.º              | Adrián Fernández     | Cesado                    | Nueva Gerencia                 | Nelson Abeijón              | vs. Cerro Largo (Por Jugar)    |
| 30/1/16  | Miramar Misiones | Receso | 3.º              | Carlos María Morales | Cesado                    | Deudas                         | Rubén Giménez               | vs. Boston River (Por Jugar)   |

## Sistema de disputa
El torneo constó de una primera fase que llevaba el nombre de “100 años de Club Sportivo Miramar”, en el cual los equipos se dividieron en dos series (una serie de 8 instituciones y otra de 7) por sorteo de manera tal que cuatro clubes que oficiaban de local en el interior quedaran dispuestos dos en cada serie.
Los clubes jugaron contra los integrantes de su respectiva serie a una vuelta. Los ganadores de cada serie jugaron dos finales para determinar el ganador de la primera rueda.
Luego se disputó una segunda rueda denominada “Héctor Silva” en la cual jugaron los 15 equipos todos contra todos a una vuelta. Los enfrentamientos que ya se habían registrado en primera vuelta en las series fueron a localía invertida.
Se realizó una tabla de promedios de toda la temporada (primera fase y segunda fase) y ascendieron los tres primeros equipos. El segundo y tercer ascenso se denominaron “Edgardo Alcides Ghiggia” y “Eduardo Galeano” respectivamente.
Cabe destacar que si el ganador de la primera rueda no se ubicase entre los tres primeros, tendría derecho a jugar desempate de ida y vuelta con el tercero de la Tabla Anual, para definir el tercer ascenso.
A su vez hubo un descenso a la Segunda Amateur por parte del peor ubicado en los promedios que tengan en cuenta las dos últimas temporadas, según el reglamento general. Los clubes que descendieron de Primera Profesional o el que ascendió de la Segunda Amateur, solo promediaron en la temporada 2015-2016.

### Cobertura mediática
El canal VTV transmitía un partido por jornada en vivo.

## Primera Rueda

### Serie A
Luego del sorteo quedó establecido que los clubes que participarían en esta serie, serían los siguientes: Atenas, Boston River, Canadian, Cerro Largo, Oriental, Progreso, Rocha y Torque.

#### Fixture
| Torque   | 1:2 | Boston River | Tróccoli         | 24 de octubre | 16:30 |
| Atenas   | 2:1 | Rocha        | Ateniense        | 25 de octubre | 16:30 |
| Canadian | 0:1 | Progreso     | Palermo          | 25 de octubre | 16:30 |
| Oriental | 1:2 | Cerro Largo  | Martínez Monegal | 25 de octubre | 16:30 |

| Canadian    | 3:1 | Torque       | Paladino       | 31 de octubre   | 13:30 |
| Progreso    | 0:3 | Oriental     | Paladino       | 31 de octubre   | 16:30 |
| Cerro Largo | 5:2 | Atenas       | Ubilla de Melo | 31 de octubre   | 16:30 |
| Rocha       | 0:3 | Boston River | Sobrero        | 1° de noviembre | 16:00 |

| Rocha        | 2:0 | Progreso    | Sobrero          | 7 de noviembre | 20:00 |
| Oriental     | 1:0 | Canadian    | Martínez Monegal | 8 de noviembre | 10:30 |
| Boston River | 1:2 | Cerro Largo | Casto Martínez   | 8 de noviembre | 11:00 |
| Torque       | 4:1 | Atenas      | Tróccoli         | 8 de noviembre | 13:00 |

| Progreso | 1:1 | Cerro Largo  | Saroldi          | 14 de noviembre | 16:00 |
| Torque   | 3:0 | Rocha        | Tróccoli         | 14 de noviembre | 16:30 |
| Atenas   | 0:1 | Canadian     | Ateniense        | 15 de noviembre | 16:30 |
| Oriental | 3:1 | Boston River | Martínez Monegal | 15 de noviembre | 16:30 |

| Atenas       | 1:2 | Oriental | Ateniense      | 21 de noviembre | 16:30 |
| Rocha        | 0:2 | Canadian | Sobrero        | 21 de noviembre | 20:00 |
| Boston River | 4:0 | Progreso | Casto Martínez | 22 de noviembre | 16:30 |
| Cerro Largo  | 3:2 | Torque   | Ubilla de Melo | 22 de noviembre | 18:00 |

| Rocha        | 4:3 | Oriental    | Sobrero        | 27 de noviembre | 20:00 |
| Boston River | 1:0 | Atenas      | Casto Martínez | 28 de noviembre | 16:30 |
| Torque       | 2:2 | Progreso    | Olímpico       | 28 de noviembre | 16:30 |
| Canadian     | 2:2 | Cerro Largo | Paladino       | 28 de noviembre | 16:30 |

| Canadian    | 1:3 | Boston River | Paladino         | 5 de diciembre | 10:15 |
| Progreso    | 0:3 | Atenas       | Paladino         | 5 de diciembre | 16:30 |
| Oriental    | 3:0 | Torque       | Martínez Monegal | 5 de diciembre | 18:00 |
| Cerro Largo | 4:1 | Rocha        | Ubilla de Melo   | 5 de diciembre | 20:00 |

#### Posiciones - Serie A
| Pos                                                        | Equipo       | PJ | PG | PE | PP | GF | GC | Dif | Pts |
| ---------------------------------------------------------- | ------------ | -- | -- | -- | -- | -- | -- | --- | --- |
| 1°                                                         | Cerro Largo  | 7  | 5  | 2  | 0  | 19 | 10 | +9  | 17  |
| 2°                                                         | Oriental     | 7  | 5  | 0  | 2  | 16 | 8  | +8  | 15  |
| 3°                                                         | Boston River | 7  | 5  | 0  | 2  | 15 | 7  | +8  | 15  |
| 4°                                                         | Canadian     | 7  | 3  | 1  | 3  | 9  | 8  | +1  | 10  |
| 5°                                                         | Torque       | 7  | 2  | 1  | 4  | 13 | 14 | -1  | 7   |
| 6°                                                         | Atenas       | 7  | 2  | 0  | 5  | 9  | 14 | -5  | 6   |
| 7°                                                         | Rocha        | 7  | 2  | 0  | 5  | 8  | 17 | -9  | 6   |
| 8°                                                         | Progreso     | 7  | 1  | 2  | 4  | 4  | 15 | -11 | 5   |
| Última actualización: 6 de diciembre de 2015 16:27 (GMT-3) |              |    |    |    |    |    |    |     |     |

|  |                                                                     |
|  | Ganador de la Serie A, clasifica a las finales de la Primera Rueda. |

### Serie B
Luego del sorteo quedó establecido que los clubes que participarían en esta serie, serían los siguientes: Central Español, Deportivo Maldonado, Huracán, Miramar Misiones, Rampla Juniors, Tacuarembó y Villa Española.

#### Fixture
| Miramar Misiones | 0:1 | Huracán             | Méndez Piana | 24 de octubre | 10:15 |
| Central Español  | 1:2 | Deportivo Maldonado | Palermo      | 24 de octubre | 16:30 |
| Rampla Juniors   | 2:2 | Villa Española      | Olímpico     | 24 de octubre | 16:30 |
| Libre:Tacuarembó |     |                     |              |               |       |

| Central Español        | 0:1 | Huracán        | Palermo          | 31 de octubre | 10:15 |
| Deportivo Maldonado    | 0:4 | Rampla Juniors | Domingo Burgueño | 31 de octubre | 16:30 |
| Tacuarembó             | 1:1 | Villa Española | Goyenola         | 31 de octubre | 16:30 |
| Libre:Miramar Misiones |     |                |                  |               |       |

| Villa Española      | 1:1 | Miramar Misiones | Nasazzi          | 7 de noviembre | 10:15 |
| Rampla Juniors      | 4:1 | Central Español  | Olímpico         | 7 de noviembre | 16:30 |
| Deportivo Maldonado | 2:0 | Tacuarembó       | Domingo Burgueño | 7 de noviembre | 16:30 |
| Libre:Huracán       |     |                  |                  |                |       |

| Miramar Misiones      | 2:0 | Deportivo Maldonado | Méndez Piana  | 14 de noviembre | 16:00 |
| Tacuarembó            | 0:2 | Rampla Juniors      | Goyenola      | 14 de noviembre | 16:30 |
| Huracán               | 0:1 | Villa Española      | Paiva Olivera | 14 de noviembre | 16:30 |
| Libre:Central Español |     |                     |               |                 |       |

| Rampla Juniors       | 0:1 | Miramar Misiones | Olímpico         | 21 de noviembre | 10:30 |
| Deportivo Maldonado  | 3:2 | Huracán          | Domingo Burgueño | 21 de noviembre | 16:30 |
| Tacuarembó           | 0:2 | Central Español  | Goyenola         | 21 de noviembre | 20:00 |
| Libre:Villa Española |     |                  |                  |                 |       |

| Villa Española            | 1:0 | Central Español | Nasazzi       | 28 de noviembre | 10:15 |
| Miramar Misiones          | 3:0 | Tacuarembó      | Méndez Piana  | 28 de noviembre | 15:30 |
| Huracán                   | 1:2 | Rampla Juniors  | Paiva Olivera | 29 de noviembre | 16:00 |
| Libre:Deportivo Maldonado |     |                 |               |                 |       |

| Central Español      | 0:1 | Miramar Misiones    | Palermo       | 5 de diciembre | 16:30 |
| Villa Española       | 1:0 | Deportivo Maldonado | Nasazzi       | 5 de diciembre | 16:30 |
| Huracán              | 0:2 | Tacuarembó          | Paiva Olivera | 5 de diciembre | 17:00 |
| Libre:Rampla Juniors |     |                     |               |                |       |

#### Posiciones - Serie B
| Pos                                                        | Equipo              | PJ | PG | PE | PP | GF | GC | Dif | Pts |
| ---------------------------------------------------------- | ------------------- | -- | -- | -- | -- | -- | -- | --- | --- |
| 1°                                                         | Rampla Juniors      | 6  | 4  | 1  | 1  | 14 | 5  | +9  | 13  |
| 2°                                                         | Miramar Misiones    | 6  | 4  | 1  | 1  | 8  | 2  | +6  | 13  |
| 3°                                                         | Villa Española      | 6  | 3  | 3  | 0  | 7  | 4  | +3  | 12  |
| 4°                                                         | Deportivo Maldonado | 6  | 3  | 0  | 3  | 7  | 10 | -3  | 9   |
| 5°                                                         | Huracán             | 6  | 2  | 0  | 4  | 5  | 8  | -3  | 6   |
| 6°                                                         | Tacuarembó          | 6  | 1  | 1  | 4  | 3  | 10 | -7  | 4   |
| 7°                                                         | Central Español     | 6  | 1  | 0  | 5  | 4  | 9  | -5  | 3   |
| Última actualización: 9 de diciembre de 2015 20:45 (GMT-3) |                     |    |    |    |    |    |    |     |     |

|  |                                                                        |
|  | Ganador de la Serie B, clasifica a las finales de la Primera Rueda.    |
|  | Perdió el partido de desempate, para definir el ganador de esta serie. |

#### Desempate
| Rampla Juniors                                            | 3:0 | Miramar Misiones | Nasazzi | 8 de diciembre | 16:30 |
| Rampla Juniors se consagró como el ganador de la Serie B. |     |                  |         |                |       |

### Finales
| Cerro Largo                                       | 2:2        | Rampla Juniors | Ubilla de Melo | 12 de diciembre | 20:00 |
| Rampla Juniors                                    | 5:4 (pró.) | Cerro Largo    | Olímpico       | 19 de diciembre | 16:30 |
| Rampla Juniors es el campeón de la Primera Rueda. |            |                |                |                 |       |

### Goleadores - Primera Rueda
| Jugador             | Equipo         | Goles |
| ------------------- | -------------- | ----- |
| Jonathan Charquero  | Torque         | 8     |
| Álex Silva          | Oriental       | 7     |
| Enzo Herrera        | Canadian       | 5     |
| Federico Rodríguez  | Boston River   | 5     |
| Jonathan dos Santos | Cerro Largo    | 4     |
| Matías Rigoletto    | Rampla Juniors | 4     |
| Maximiliano Segales | Atenas         | 4     |

## Segunda Rueda
| Villa Española  | 2:0 | Progreso            | N/A | N/A | N/A |
| Torque          | 1:2 | Huracán             | N/A | N/A | N/A |
| Atenas          | 2:4 | Rampla Juniors      | N/A | N/A | N/A |
| Central Español | 3:2 | Tacuarembó          | N/A | N/A | N/A |
| Canadian        | 0:2 | Deportivo Maldonado | N/A | N/A | N/A |
| Boston River    | 0:1 | Miramar Misiones    | N/A | N/A | N/A |
| Rocha           | 1:0 | Cerro Largo         | N/A | N/A | N/A |
| Libre: Oriental |     |                     |     |     |     |

| Villa Española      | 2:1 | Boston River     | N/A | N/A | N/A |
| Deportivo Maldonado | 1:1 | Miramar Misiones | N/A | N/A | N/A |
| Central Español     | 2:2 | Canadian         | N/A | N/A | N/A |
| Rampla Juniors      | 2:1 | Tacuarembó       | N/A | N/A | N/A |
| Huracán             | 1:0 | Atenas           | N/A | N/A | N/A |
| Rocha               | 1:1 | Torque           | N/A | N/A | N/A |
| Cerro Largo         | 2:0 | Oriental         | N/A | N/A | N/A |
| Libre: Progreso     |     |                  |     |     |     |

| Progreso            | 2:0 | Deportivo Maldonado | N/A | N/A | N/A |
| Central Español     | 1:0 | Villa Española      | N/A | N/A | N/A |
| Miramar Misiones    | 1:2 | Rampla Juniors      | N/A | N/A | N/A |
| Huracán             | 0:1 | Canadian            | N/A | N/A | N/A |
| Tacuarembó          | 1:1 | Rocha               | N/A | N/A | N/A |
| Oriental            | 1:1 | Atenas              | N/A | N/A | N/A |
| Torque              | 4:2 | Cerro Largo         | N/A | N/A | N/A |
| Libre: Boston River |     |                     |     |     |     |

| Canadian                | 1:3 | Villa Española  | N/A | N/A | N/A |
| Progreso                | 4:2 | Tacuarembó      | N/A | N/A | N/A |
| Atenas                  | 1:1 | Boston River    | N/A | N/A | N/A |
| Deportivo Maldonado     | 1:0 | Torque          | N/A | N/A | N/A |
| Cerro Largo             | 0:1 | Central Español | N/A | N/A | N/A |
| Oriental                | 0:1 | Rampla Juniors  | N/A | N/A | N/A |
| Rocha                   | 1:2 | Huracán         | N/A | N/A | N/A |
| Libre: Miramar Misiones |     |                 |     |     |     |

| Boston River               | 1:0 | Central Español | N/A | N/A | N/A |
| Rampla Juniors             | 0:1 | Progreso        | N/A | N/A | N/A |
| Villa Española             | 1:2 | Huracán         | N/A | N/A | N/A |
| Miramar Misiones           | 1:1 | Rocha           | N/A | N/A | N/A |
| Canadian                   | 0:1 | Oriental        | N/A | N/A | N/A |
| Cerro Largo                | 2:0 | Tacuarembó      | N/A | N/A | N/A |
| Atenas                     | 2:2 | Torque          | N/A | N/A | N/A |
| Libre: Deportivo Maldonado |     |                 |     |     |     |

| Rampla Juniors         | 3:2 | Deportivo Maldonado | N/A | N/A | N/A |
| Huracán                | 0:2 | Boston River        | N/A | N/A | N/A |
| Progreso               | 0:0 | Rocha               | N/A | N/A | N/A |
| Oriental               | 1:2 | Villa Española      | N/A | N/A | N/A |
| Miramar Misiones       | 0:0 | Cerro Largo         | N/A | N/A | N/A |
| Torque                 | 2:1 | Canadian            | N/A | N/A | N/A |
| Tacuarembó             | 1:0 | Atenas              | N/A | N/A | N/A |
| Libre: Central Español |     |                     |     |     |     |

| Rocha           | 0:2 | Rampla Juniors      | N/A | N/A | N/A |
| Central Español | 3:1 | Oriental            | N/A | N/A | N/A |
| Cerro Largo     | 3:1 | Deportivo Maldonado | N/A | N/A | N/A |
| Boston River    | 1:1 | Torque              | N/A | N/A | N/A |
| Atenas          | 2:3 | Progreso            | N/A | N/A | N/A |
| Villa Española  | 3:2 | Tacuarembó          | N/A | N/A | N/A |
| Canadian        | 2:2 | Miramar Misiones    | N/A | N/A | N/A |
| Libre: Huracán  |     |                     |     |     |     |

| Huracán               | 0:0 | Central Español  | N/A | N/A | N/A |
| Deportivo Maldonado   | 1:1 | Rocha            | N/A | N/A | N/A |
| Boston River          | 4:1 | Oriental         | N/A | N/A | N/A |
| Cerro Largo           | 2:1 | Progreso         | N/A | N/A | N/A |
| Villa Española        | 1:0 | Torque           | N/A | N/A | N/A |
| Atenas                | 1:1 | Miramar Misiones | N/A | N/A | N/A |
| Canadian              | 2:0 | Tacuarembó       | N/A | N/A | N/A |
| Libre: Rampla Juniors |     |                  |     |     |     |

| Torque              | 1:0 | Oriental        | N/A | N/A | N/A |
| Rocha               | 1:3 | Atenas          | N/A | N/A | N/A |
| Tacuarembó          | 4:2 | Huracán         | N/A | N/A | N/A |
| Rampla Juniors      | 2:1 | Canadian        | N/A | N/A | N/A |
| Miramar Misiones    | 2:1 | Central Español | N/A | N/A | N/A |
| Deportivo Maldonado | 0:2 | Villa Española  | N/A | N/A | N/A |
| Progreso            | 0:2 | Boston River    | N/A | N/A | N/A |
| Libre: Cerro Largo  |     |                 |     |     |     |

| Atenas          | 5:1 | Cerro Largo         | N/A | N/A | N/A |
| Oriental        | 2:1 | Tacuarembó          | N/A | N/A | N/A |
| Canadian        | 0:1 | Rocha               | N/A | N/A | N/A |
| Huracán         | 0:2 | Miramar Misiones    | N/A | N/A | N/A |
| Villa Española  | 2:2 | Rampla Juniors      | N/A | N/A | N/A |
| Central Español | 1:2 | Progreso            | N/A | N/A | N/A |
| Boston River    | 2:0 | Deportivo Maldonado | N/A | N/A | N/A |
| Libre: Torque   |     |                     |     |     |     |

| Miramar Misiones      | 0:2 | Progreso            | N/A | N/A | N/A |
| Boston River          | 3:2 | Canadian            | N/A | N/A | N/A |
| Tacuarembó            | 1:0 | Deportivo Maldonado | N/A | N/A | N/A |
| Central Español       | 1:2 | Atenas              | N/A | N/A | N/A |
| Torque                | 2:0 | Rampla Juniors      | N/A | N/A | N/A |
| Huracán               | 0:2 | Cerro Largo         | N/A | N/A | N/A |
| Oriental              | 0:2 | Rocha               | N/A | N/A | N/A |
| Libre: Villa Española |     |                     |     |     |     |

| Tacuarembó          | 2:2 | Torque          | N/A | N/A | N/A |
| Cerro Largo         | 2:2 | Canadian        | N/A | N/A | N/A |
| Miramar Misiones    | 2:0 | Oriental        | N/A | N/A | N/A |
| Rocha               | 0:1 | Villa Española  | N/A | N/A | N/A |
| Progreso            | 4:0 | Huracán         | N/A | N/A | N/A |
| Rampla Juniors      | 2:1 | Boston River    | N/A | N/A | N/A |
| Deportivo Maldonado | 3:0 | Central Español | N/A | N/A | N/A |
| Libre: Atenas       |     |                 |     |     |     |

| Canadian          | 1:3 | Atenas              | N/A | N/A | N/A |
| Torque            | 3:3 | Miramar Misiones    | N/A | N/A | N/A |
| Villa Española    | 1:0 | Cerro Largo         | N/A | N/A | N/A |
| Oriental          | 0:0 | Progreso            | N/A | N/A | N/A |
| Boston River      | 2:0 | Rocha               | N/A | N/A | N/A |
| Huracán           | 0:1 | Deportivo Maldonado | N/A | N/A | N/A |
| Central Español   | 1:0 | Rampla Juniors      | N/A | N/A | N/A |
| Libre: Tacuarembó |     |                     |     |     |     |

| Tacuarembó          | 2:0 | Miramar Misiones | N/A | N/A | N/A |
| Atenas              | 2:1 | Villa Española   | N/A | N/A | N/A |
| Progreso            | 2:4 | Torque           | N/A | N/A | N/A |
| Cerro Largo         | 0:1 | Boston River     | N/A | N/A | N/A |
| Deportivo Maldonado | 0:2 | Oriental         | N/A | N/A | N/A |
| Rocha               | 2:1 | Central Español  | N/A | N/A | N/A |
| Rampla Juniors      | 1:0 | Huracán          | N/A | N/A | N/A |
| Libre: Canadian     |     |                  |     |     |     |

| Oriental            | 3:1 | Huracán         | N/A | N/A | N/A |
| Rampla Juniors      | 1:0 | Cerro Largo     | N/A | N/A | N/A |
| Torque              | 3:2 | Central Español | N/A | N/A | N/A |
| Deportivo Maldonado | 0:1 | Atenas          | N/A | N/A | N/A |
| Tacuarembó          | 3:0 | Boston River    | N/A | N/A | N/A |
| Progreso            | 0:1 | Canadian        | N/A | N/A | N/A |
| Miramar Misiones    | 2:2 | Villa Española  | N/A | N/A | N/A |
| Libre: Rocha        |     |                 |     |     |     |

### Posiciones
| Pos                                                       | Equipo              | PJ | PG | PE | PP | GF | GC | Dif | Pts |
| --------------------------------------------------------- | ------------------- | -- | -- | -- | -- | -- | -- | --- | --- |
| 1                                                         | Rampla Juniors      | 14 | 10 | 1  | 3  | 22 | 14 | +8  | 31  |
| 2                                                         | Villa Española      | 14 | 9  | 2  | 3  | 23 | 14 | +9  | 29  |
| 3                                                         | Boston River        | 14 | 8  | 2  | 4  | 21 | 13 | +8  | 26  |
| 4                                                         | Torque              | 14 | 6  | 5  | 3  | 26 | 20 | +6  | 23  |
| 5                                                         | Progreso            | 14 | 7  | 2  | 5  | 21 | 16 | +5  | 23  |
| 6                                                         | Atenas              | 14 | 6  | 4  | 4  | 25 | 19 | +6  | 22  |
| 7                                                         | Miramar Misiones    | 14 | 4  | 7  | 3  | 18 | 17 | +1  | 19  |
| 8                                                         | Tacuarembó          | 14 | 5  | 2  | 7  | 22 | 23 | -1  | 17  |
| 9                                                         | Cerro Largo         | 14 | 5  | 2  | 7  | 16 | 18 | -2  | 17  |
| 10                                                        | Central Español     | 14 | 5  | 2  | 7  | 17 | 20 | -3  | 17  |
| 11                                                        | Rocha               | 14 | 4  | 5  | 5  | 12 | 15 | -3  | 17  |
| 12                                                        | Deportivo Maldonado | 14 | 4  | 2  | 8  | 12 | 19 | -7  | 14  |
| 13                                                        | Oriental            | 14 | 4  | 2  | 8  | 12 | 20 | -8  | 14  |
| 14                                                        | Huracán             | 14 | 4  | 1  | 9  | 10 | 23 | -13 | 13  |
| 15                                                        | Canadian            | 14 | 3  | 3  | 8  | 16 | 23 | -7  | 12  |
| Última actualización: 28 de febrero de 2016 14:25 (GMT-3) |                     |    |    |    |    |    |    |     |     |

## Tabla Anual
Se hace un promedio entre los puntos obtenidos de la Primera Rueda y los de la Segunda Rueda. Es decir, se suman los puntos de ambos tablas, y son divididos entre los partidos jugados.
| 1°                                                     | Rampla Juniors      | 20 | 13 | 31 | +17 | 44 |
| 2°                                                     | Boston River        | 21 | 15 | 26 | +16 | 41 |
| 3°                                                     | Villa Española      | 20 | 12 | 29 | +12 | 41 |
| 4°                                                     | Cerro Largo         | 21 | 17 | 17 | +7  | 34 |
| 5°                                                     | Miramar Misiones    | 20 | 13 | 19 | +7  | 32 |
| 6°                                                     | Torque              | 21 | 7  | 23 | +5  | 30 |
| 7°                                                     | Oriental            | 21 | 15 | 14 | 0   | 29 |
| 8°                                                     | Atenas              | 21 | 6  | 22 | +1  | 28 |
| 9°                                                     | Progreso            | 21 | 5  | 23 | -6  | 28 |
| 10°                                                    | Deportivo Maldonado | 20 | 9  | 14 | -10 | 23 |
| 11°                                                    | Rocha               | 21 | 6  | 17 | -12 | 23 |
| 12°                                                    | Canadian            | 21 | 10 | 12 | -6  | 22 |
| 13°                                                    | Central Español     | 20 | 3  | 17 | -8  | 20 |
| 14°                                                    | Huracán             | 20 | 6  | 13 | -14 | 19 |
| 15°                                                    | Tacuarembó          | 20 | 4  | 14 | -11 | 18 |
| Última actualización: 3 de junio de 2016 22:16 (GMT-3) |                     |    |    |    |     |    |

|  |                                                               |
|  | Campeón del Torneo, asciende al Campeonato Uruguayo 2016.     |
|  | Vicecampeón del Torneo, asciende al Campeonato Uruguayo 2016. |
|  | Asciende al Campeonato Uruguayo 2016.                         |

## Tabla del Descenso
Se hace un promedio entre los resultados de la Tabla Anual y de la fase regular del año anterior. Los equipos que ingresaron a esta divisional esta temporada, se les hace un promedio con los resultados de esta tabla anual solamente. El peor ubicado en esta tabla, desciende a la Segunda División Amateur.
| 1°                                                         | Rampla Juniors      | 20 | PD  | 44 | 44 | 2,200 |
| 2°                                                         | Boston River        | 49 | 44  | 41 | 85 | 1,734 |
| 3°                                                         | Villa Española      | 48 | 42  | 41 | 83 | 1,729 |
| 4°                                                         | Miramar Misiones    | 48 | 37  | 31 | 69 | 1,437 |
| 5°                                                         | Oriental            | 21 | SDA | 29 | 29 | 1,380 |
| 6°                                                         | Cerro Largo         | 49 | 32  | 34 | 66 | 1,346 |
| 7°                                                         | Atenas              | 21 | PD  | 28 | 28 | 1,333 |
| 8°                                                         | Canadian            | 49 | 43  | 22 | 65 | 1,326 |
| 9°                                                         | Torque              | 49 | 35  | 27 | 65 | 1,326 |
| 10°                                                        | Central Español     | 48 | 43  | 20 | 63 | 1,312 |
| 11°                                                        | Huracán             | 48 | 41  | 19 | 60 | 1,250 |
| 12°                                                        | Deportivo Maldonado | 48 | 31  | 23 | 54 | 1,125 |
| 13°                                                        | Progreso            | 49 | 25  | 28 | 53 | 1,081 |
| 14°                                                        | Tacuarembó          | 20 | PD  | 21 | 21 | 1,050 |
| 15°                                                        | Rocha               | 49 | 25  | 23 | 48 | 0,979 |
| Última actualización: 6 de diciembre de 2015 22:29 (GMT-3) |                     |    |     |    |    |       |

|  |                                         |
|  | Descendió a la Segunda División Amateur |